# Друга врањска бригада НОВЈ
Друга врањска народноослободилачка бригада НОВЈ формирана је 29. септембра 1944. године код Врања. Одмах по формирању ушла је у састав 46. српске дивизије НОВЈ.
Командант бригаде био је Бранко Тасић, а политички комесар Драги Поповић.
Штаб 46. дивизије наредио је 6. октобра 1944. штабовима Двадесет пете, Двадесет шесте, Двадесет седме, Друге врањске, Прве и Друге сурдуличке бригаде затварање правца Бујановац - Врање - Грделица. Тог дана рано ујутру немачко-квислиншке снаге, праћене моторним возилима и тенковима, кренуле су од правца Куманова ка Бујановцу и Прешеву. У току дана успеле су одбацити снаге Оперативног штаба за Косово које су се налазиле на линији Буштрање—Крајмировце—Божињевац и пред ноћ овладати линијом Старац—Рујан—Крајмировце. Циљ ових снага био је овладати линијом Куманово—Лесковац за извлачење њихових снага из Македоније и Грчке, а успут да ослободе опкољени гарнизон Бело Поље. Друга врањска бригада је током операције чувала линију Сурдулица —Сувојница—Јелашница.
Наредбом Штаба 46. српске дивизије од 16. октобра 1944. године штабу бригада је расформирана.Из бригаде је издвојено 50 војника са оружјем и 100 без оружја од којих је био формиран Пчињски партизански одред, а остатак наоружаног и ненаоружаног људства са командним кадром упућен је у састав 27. српске бригаде.